# David Watts (aviron)
Pour les articles homonymes, voir David Watts et Watts (homonymie).
David Watts, né le 5 février 1992, est un rameur australien.

## Palmarès

### Championnats du monde
| Discipline       | Aiguebelette 2015 France | Plovdiv 2018 Bulgarie |
| ---------------- | ------------------------ | --------------------- |
| Quatre de couple | Argent                   | Argent                |

### Jeux olympiques de la jeunesse
- Médaille de bronze aux Jeux olympiques de la jeunesse de 2010 en deux de couple à Singapour